# Новогодний ремонт
«Новогодний ремонт» — российский комедийный фильм режиссёра Артура Пинхасова. Премьера фильма состоялась 7 ноября 2019 года.

## Сюжет
У красавицы Марго есть всего 24 часа на то, чтобы сделать ремонт в квартире к приезду дочери и мамы. В попытке найти решение, она случайно отправляет сообщение с просьбой о помощи всем контактам в своём телефоне. С этого момента дверной звонок звучит непрерывно, а в квартире Риты один за другим появляются старые и новые друзья — русский депутат, учитель-еврей, армянин — владелец ресторана. Последним как снег на голову падает американец с предложением руки и сердца.

## В ролях
| Актёр             | Роль                       |
| ----------------- | -------------------------- |
| Зоя Бербер        | Маргарита Звонарёва        |
| Сергей Комаров    | Сергей Альбертович Зарубин |
| Артём Осипов      | Илья Гуревич               |
| Эрик Бигуля       | Арсен Кочарян              |
| Исмаил Коне       | Стивен Браун               |
| Ирина Розанова    | мама Маргариты             |
| Виталия Корниенко | Катя Звонарёва             |
| Данил Стеклов     | Пётр Трофимов              |
| Макар Запорожский | Коля                       |
| Вадим Галыгин     | проводник Аркашка          |

## Критика
Валерий Кичин из «Российской газеты» заявил:

Действие происходит в наши дни, а ощущение, что смотришь советскую комедию в традициях «Иронии судьбы». В титрах нет слов «Посвящение Эльдару Рязанову», но это явный оммаж: чувствуется нескрываемое желание вернуть тот улыбчивый, живой, азартный стиль, какой характерен для типовой комедии ушедших лет, и более всего — комедии рязановской эпохи.
Вероника Скурихина из «Киноафиши» отметила:

Он [фильм] похож на ёлочку из «Ашана»: на витрине смотрелась неплохо, а вот дома почему-то кажется облезлой и слишком уж пластиковой. А нарядить её — вот и выходит тот ворох нарративов, которые в полуторачасовую комедию попытался уместить старательный новоиспечённый режиссёр. Мысли-то вроде правильные, но хочется как-то тоньше. Или мы просто действительно устали от «Ёлок»…